# Masakra w Rumbuli

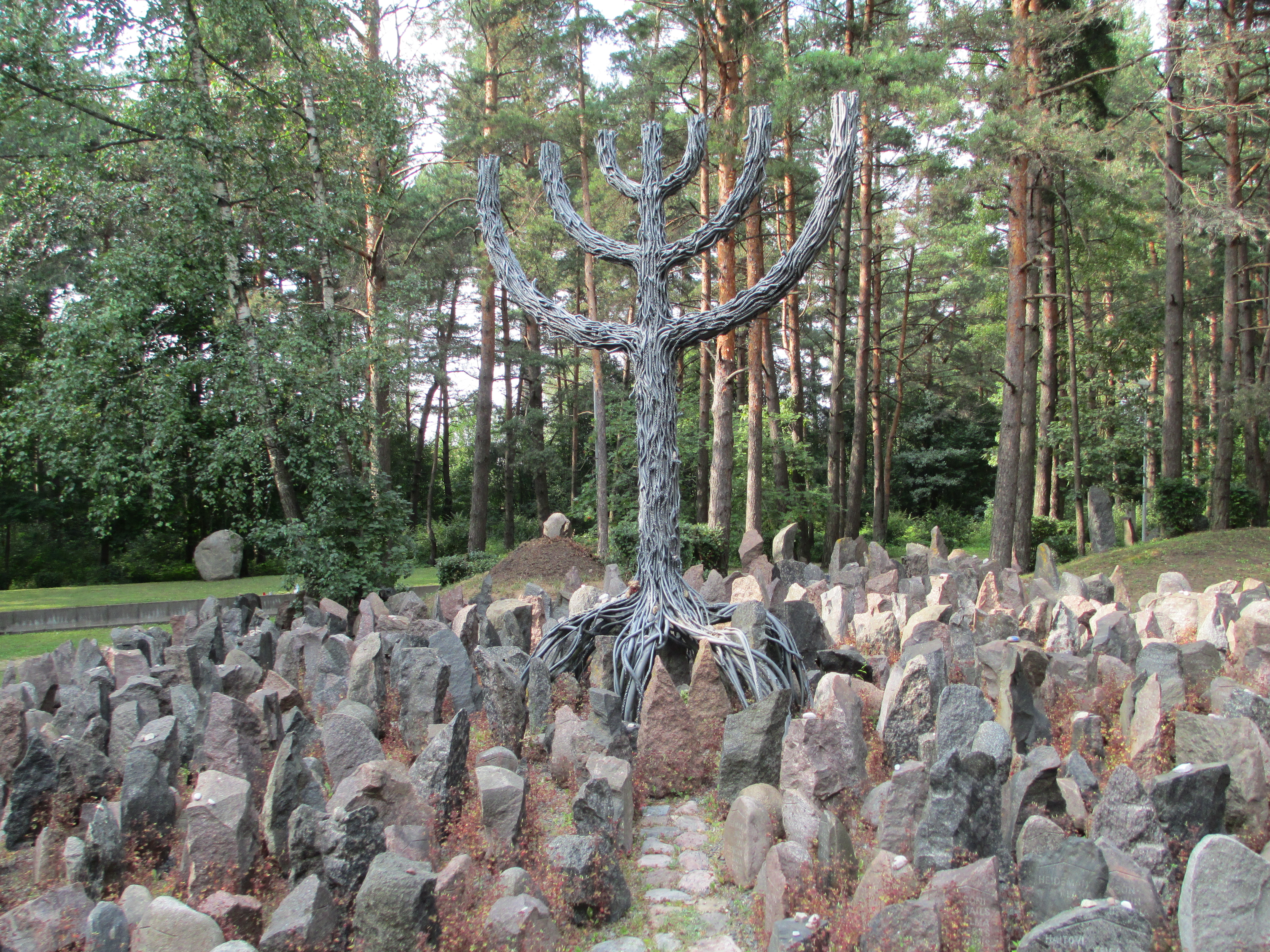
Miejsce pamięci w lesie pod Rumbulą

Masakra w Rumbuli – masowy mord na blisko 25 tysiącach Żydów, dokonany przez Niemców i ich łotewskich kolaborantów w ostatnich miesiącach 1941 roku.
Pod koniec 1941 roku Niemcy przystąpili do likwidacji ostatnich żydowskich skupisk na terytorium okupowanej Łotwy. Podczas dwóch „akcji” – przeprowadzonych 30 listopada oraz 8 grudnia 1941 – funkcjonariusze SS i policji niemieckiej, wsparci przez łotewskich kolaborantów, wypędzili z getta w Rydze co najmniej 24 tysiące kobiet, starców i dzieci, których następnie rozstrzelali w lesie pod stacją kolejową Rumbula. Wraz z ryskimi Żydami wymordowano także transport niemieckich Żydów wysiedlonych z Berlina, co podniosło liczbę ofiar masakry do ok. 25 tysięcy. Masowy mord w Rumbuli był największą – obok masakry w Babim Jarze pod Kijowem – zbrodnią popełnioną przez niemieckie Einsatzgruppen w ramach „ostatecznego rozwiązania kwestii żydowskiej”.
Wiosną 1944 szczątki ofiar zostały ekshumowane i spalone w ramach akcji zacierania śladów zbrodni. Zatrudnieni przy tej pracy żydowscy więźniowie z obozu koncentracyjnego Kaiserwald zostali zamordowani przez Niemców.

## Początek Holocaustu na Łotwie

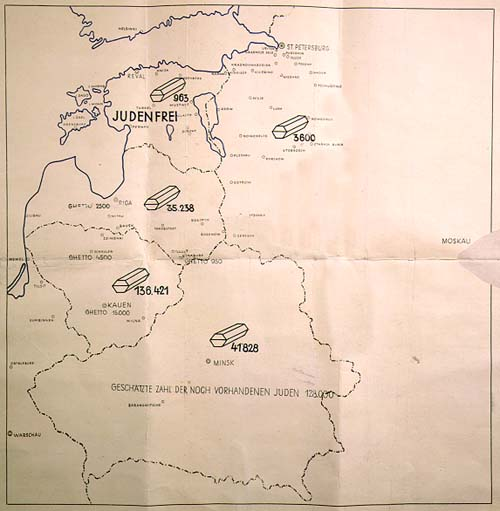
Raport Stahleckera. Przy trumnach widoczne liczby zabitych Żydów

22 czerwca 1941 roku nazistowskie Niemcy rozpoczęły inwazję na ZSRR. Pierwsze tygodnie wojny miały bardzo pomyślny przebieg dla strony niemieckiej. Na niemal wszystkich odcinkach frontu dywizjom Wehrmachtu udało się bowiem rozbić wojska nadgranicznych okręgów wojskowych ZSRR, a następnie wedrzeć się w głąb terytorium przeciwnika. Nie inaczej przebiegły wypadki na terytorium Łotwy – zaanektowanej przez ZSRR latem 1940 roku. Już 26 czerwca 1941 niemiecki LVI Korpus Pancerny zdobył Dyneburg wraz ze znajdującym się tam mostem na Dźwinie. Z kolei 1 lipca 1941 oddziały Wehrmachtu wkroczyły do Rygi. Początkowo społeczeństwo łotewskie witało Niemców z entuzjazmem, gdyż w wojnie niemiecko-sowieckiej upatrywano szansy na odzyskanie przez Łotwę niepodległości. Były to złudne nadzieje, gdyż Niemcy prezentowali jednoznacznie negatywne stanowisko wobec łotewskich tendencji niepodległościowych, a okupowane terytorium Łotwy włączyli w skład utworzonego w lipcu 1941 tzw. Komisariatu Rzeszy „Wschód” (niem. Reichskommissariat Ostland).
W ślad za dywizjami Grupy Armii „Północ” na Łotwę wkroczyła także tzw. Einsatzgruppe A dowodzona przez SS-Brigadeführera Franza Stahleckera. Była to jedna z czterech specjalnych grup operacyjnych (Einsatzgruppen) niemieckiej policji bezpieczeństwa i służby bezpieczeństwa, których zadaniem było mordowanie Żydów, komunistów oraz wszystkich innych osób uznawanych za zagrożenie dla niemieckiego panowania. Rychło na całym terytorium Łotwy rozpoczęły się masakry ludności żydowskiej. Ludobójcze działania Niemców były wspierane przez licznych Łotyszy, którzy zgodnie z popularnym stereotypem „żydokomuny” utożsamiali wszystkich Żydów z systemem sowieckim i stosowaną przez niego polityką terroru. Wkrótce po wkroczeniu do Rygi Einsatzgruppe A zainicjowała pogrom, w trakcie którego zamordowano ok. 400 Żydów oraz spalono Synagogę Chóralną w centrum miasta (4 lipca 1941) . Egzekucje ryskich Żydów były kontynuowane w kolejnych tygodniach – przede wszystkim w podmiejskim lesie Bikernieki. Największe masakry odbyły się jednak na łotewskiej prowincji, gdzie funkcjonariusze Einsatzgruppe A wraz ze specjalną jednostką łotewskiej policji pomocniczej, znaną jako Arājs Kommando (od nazwiska dowódcy – Viktorsa Arājsa), systematycznie przeczesywali wsie i mniejsze miasteczka, mordując całe żydowskie społeczności. SS-Brigadeführer Stahlecker oceniał, że do połowy października 1941 zamordowano na Łotwie 30 025 Żydów – a więc blisko jedną trzecią przedwojennej populacji. 6378 Żydów miało zostać zamordowanych w Rydze i jej okolicach.
Eksterminacja łotewskich Żydów nie przybrała jednak tak masowych rozmiarów, jak oczekiwało tego kierownictwo SS. Był to przede wszystkim efekt postawy szefa okupacyjnej administracji cywilnej, Komisarza Rzeszy Hinricha Lohsego, który uważał, że priorytetem władz niemieckich powinna być odbudowa łotewskiej gospodarki i wykorzystanie jej potencjału na rzecz niemieckiego wysiłku wojennego. Z tego powodu Lohse stał na stanowisku, że fizyczna zagłada Żydów powinna zostać rozłożona w czasie i, nie zważając na protesty Stahleckera forsował program gettoizacji ludności żydowskiej oraz jej wykorzystania w charakterze niewolniczej siły roboczej. „Pragmatyczna” polityka Lohsego była popierana przez Alfreda Rosenberga, ministra Rzeszy ds. okupowanych terytoriów wschodnich oraz tolerowana przez SS-Gruppenführera Hansa-Adolfa Prützmana – Wyższego Dowódcę SS i Policji w Komisariacie Rzeszy „Wschód” (HSSPF Ostland und Russland-Nord). W rezultacie łotewscy Żydzi, którzy przeżyli pierwsze masakry, zostali zgromadzeni w trzech gettach zorganizowanych w największych miastach Łotwy – Rydze, Dyneburgu i Lipawie.

### Utworzenie getta w Rydze
Największe getto powstało w Rydze, gdzie w okresie przedwojennym przebywała blisko połowa łotewskich Żydów. Zostało ono zorganizowane we wschodniej części miasta, w ubogiej dzielnicy zwanej Moskiewskim Przedmieściem, gdzie przed wojną zamieszkiwali głównie Rosjanie, Polacy i Żydzi . Utworzenie getta zarządzono w połowie sierpnia 1941, jednak zostało ono ostatecznie odizolowane dopiero 15 października 1941 . Jeszcze przed zamknięciem getta Niemcy powołali do życia Judenrat, na którego czele stanął Michał Eliaszow . W połowie sierpnia utworzono także 120-osobową żydowską służbę porządkową, którą kierował Michał Rosenthal .
Zamieszkiwane przez Żydów kwartały odcięto od reszty miasta za pomocą zasieków z drutu kolczastego oraz sieci posterunków, obsadzanych głównie przez łotewskich policjantów. Niemieckimi policjantami przydzielonymi do pilnowania getta dowodził porucznik Albert Hesfehr, podczas gdy łotewscy strażnicy – podobnie zresztą jak cała łotewska policja pomocnicza w Rydze – podlegali porucznikowi Friedrichowi Jahnkemu. Za nieformalnego „komendanta” getta uważany był jednak SS-Obersturmführer Kurt Krause, oficer odpowiadający w ryskim Gestapo za tzw. sprawy żydowskie.
Getto liczyło ok. 30 tysięcy mieszkańców. Ze względu na przeludnienie oraz niedobory wody i żywności panowały w nim bardzo ciężkie warunki sanitarne i bytowe. Dorosłych Żydów objęto przymusem pracy .

## Przygotowania

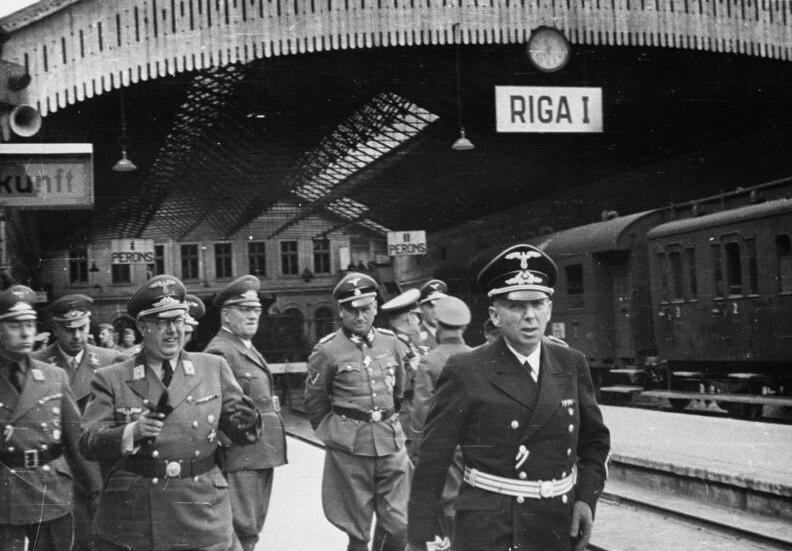
Dworzec kolejowy w Rydze. Na zdjęciu widoczni m.in. Jeckeln, Lohse i Drechsler

2 października 1941 Hitler wydał polecenie, aby do końca roku wszyscy Żydzi zamieszkujący jeszcze terytorium III Rzeszy zostali wysiedleni na wschód, w szczególności na tereny Reichskommissariat Ostland. Rozkaz ten oznaczał, że tamtejsze getta muszą zostać szybko „opróżnione” celem znalezienia miejsca dla niemieckich Żydów. Dla Reichsführera-SS Heinricha Himmlera był to doskonały pretekst, aby zerwać z zachowawczą polityką Ostministerium i uczynić Łotwę całkowicie Judenrein (pol. „oczyszczoną z Żydów”). Zirytowany faktem, że SS-Gruppenführer Prützmann uległ argumentom Lohsego, uznał, że struktury SS i policji w krajach bałtyckich wymagają zmiany kierownictwa. Z tego powodu z dniem 31 października 1941 przeniósł Prützmana na stanowisko Wyższego Dowódcy SS i Policji w Komisariacie Rzeszy „Ukraina”, a sprawującego dotąd tę ostatnią funkcję SS-Obergruppenführera Friedricha Jeckelna oddelegował do Rygi na stanowisko zajmowane wcześniej przez Prützmana. Jeckeln, który zdołał już do tej pory wymordować dziesiątki tysięcy ukraińskich Żydów (m.in. kierował masakrą ponad 30 tys. Żydów w Babim Jarze pod Kijowem), miał dopilnować „ostatecznego rozwiązania kwestii żydowskiej” w krajach bałtyckich.
Jeckeln pojawił się w Rydze na początku listopada 1941. Wcześniej udał się do Berlina na spotkanie z Himmlerem, który rozkazał mu wymordować „do ostatniego człowieka” wszystkich Żydów w Komisariacie Rzeszy „Wschód”. Reichsführer-SS zaznaczył jednocześnie: „Proszę powiedzieć Lohsemu, że jest to mój rozkaz, jak również życzenie Führera”. W tej sytuacji Komisarz Rzeszy musiał ustąpić. Lohse i Rosenberg zdołali jedynie wyjednać u Himmlera wyłączenie z „akcji” blisko 4 tys. żydowskich robotników, a także ok. 500 szwaczek i krawcowych, zatrudnionych przy naprawie niemieckich mundurów.
W dalszej kolejności Niemcy zajęli się „technicznymi” przygotowaniami do akcji eksterminacyjnej. Już na wstępie wykluczono możliwość przeprowadzenia egzekucji w Bikerniekach, uznając, że wybór tego miejsca uniemożliwi zachowanie zbrodni w tajemnicy. Las był bowiem powszechnie znany jako miejsce kaźni Żydów, a poza tym szlak przemarszu z getta do Bikerniek musiałby wieść przez ścisłe centrum Rygi. Początkowo Jeckeln rozważał przeprowadzenie egzekucji w Salaspils, gdzie rozpoczęto niedawno budowę obozu przejściowego dla niemieckich Żydów. Salaspils leżało ok. 18 kilometrów od Rygi, a mieszkańcy getta mogliby tam zostać dowiezieni koleją. Ostatecznie na miejsce masakry wybrano jednak sosnowy las w pobliżu stacji kolejowej Rumbula; położony w odległości ok. 10 kilometrów od getta w Rydze – na niewielkim wzniesieniu leżącym między linią kolejową Ryga–Dyneburg a drogą prowadzącą do Salaspils. Za wyborem Rumbuli przemawiało nie tylko dogodne położenie, umożliwiające doprowadzenie ofiar pieszo na miejsce kaźni, lecz również występujący tam piaszczysty grunt – ułatwiający kopanie masowych mogił.
21 listopada 1941 do lasu pod Rumbulą przywieziono ze Stalagu 350 w Salaspils blisko 300 radzieckich jeńców wojennych. Pod nadzorem SS-Untersturmführera Ernsta Hemickera i jego ludzi wykopali oni sześć masowych grobów. Każda z mogił była długa na 10 metrów i głęboka na 2,5 – 3 metry (z jednej strony każdego dołu wybudowano także konstrukcję pozwalającą na wychodzenie). Groby miały docelowo pomieścić ok. 25 tys. zwłok. Jeńcy zakończyli pracę około 23 listopada.
Szczegółowe plany masakry omówiono podczas dwóch narad zwołanych przez Jeckelna w dniach 27 i 29 listopada. Ze względu na fakt, iż zamierzano wymordować blisko 25 tysięcy osób, a nadejście pory jesiennej skróciło dzień do ok. 8 godzin, masowy mord musiał zostać rozłożony na kilka dni. Pierwszą „akcję” zamierzano przeprowadzić w dniu 30 listopada. Żydzi mieli być wyprowadzani z getta grupami po 1000 osób, przy czym planowano, że ostatnia kolumna wyruszy o godz. 12:00 i dotrze do Rumbuli o godz. 15:00. Dziesięciokilometrową trasę wiodącą z getta do miejsca egzekucji Żydzi mieli pokonać pieszo – ciężarówki i autobusy zamierzano wykorzystać wyłącznie w celu przetransportowania dzieci, starców i kalek, a także ciał ofiar zastrzelonych po drodze. Podczas drugiej narady Jeckeln ogłosił zebranym, że „uczestnictwo w operacji jest patriotycznym obowiązkiem”, a odmowa uczestnictwa będzie równoznaczna z dezercją. Wyższym oficerom SS i policji – niezaangażowanym bezpośrednio w akcję eksterminacyjną – Jeckeln polecił stawić się na miejscu egzekucji w charakterze obserwatorów, „aby dzielić wraz z innymi wiedzę i współuczestnictwo”. Andrew Ezergailis, amerykański historyk łotewskiego pochodzenia, oceniał, że grono sprawców liczyło łącznie ok. 1700 osób. Znalazło się wśród nich:
- kilkunastu członków osobistej ochrony Jeckelna, pełniących funkcję plutonu egzekucyjnego[e]. W grupie katów znaleźli się m.in. Johannes Zingler, Willi Wedekind, Johannes Lüschen i Herman Krüger[27]. Ten pierwszy z powodu nadużyć finansowych został niegdyś zdegradowany ze stopnia SS-Oberführera do rangi zwykłego esesmana, a udział w masakrze miał stanowić dlań okazję do rehabilitacji[28];
- 400 członków Einsatzgruppe A dowodzonych przez SS-Sturmbannführera Rudolfa Langego – komendanta SD i policji bezpieczeństwa w Rydze (w tym ok. 50 funkcjonariuszy SD oraz ok. 300 Łotyszy z Arājs Kommando);
- 140 funkcjonariuszy niemieckiej policji porządkowej z kompanii stacjonujących w Rydze i Jełgawie;
- ok. 1000 Łotyszy służących w rozmaitych formacjach kolaboracyjnych.

Jednocześnie Niemcy ogłosili ryskim Żydom, że wkrótce rozpocznie się akcja przesiedleńcza, mająca na celu zmniejszenie panującego w getcie przeludnienia. Zapowiedziano wysiedlenie Żydów „dalej na Wschód”, polecając jednocześnie mieszkańcom getta, aby 30 listopada o godz. 6:00 stawili się na punktach zbornych z bagażem o wadze nieprzekraczającej 20 kilogramów. Niemieckie obwieszczenie wywołało w getcie spore poruszenie, jednak nie spowodowało większej paniki, gdyż tylko nieliczni Żydzi byli w stanie sobie wyobrazić, że Niemcy mogą planować masakrę tysięcy kobiet, starców i dzieci. Mając w pamięci pogromy z lata 1941, obawiano się raczej o los mężczyzn wyznaczonych do pozostania w Rydze. Co więcej, warunki panujące w getcie były tak ciężkie, że część Żydów przyjęła z zadowoleniem obwieszczenie o przesiedleniu, licząc, że przyniesie ono poprawę ich bytu. Na krótko przed rozpoczęciem „akcji” niemiecka administracja cywilna skonfiskowała z kasy Judenratu blisko 39 tys. reichsmarek oraz 16 622 ruble. 28 listopada Niemcy ogrodzili zasiekami z drutu kolczastego jeden z kwartałów getta, zamknięty ulicami: Górną, Lwią, Lucyńską i Dyneburską. Następnego dnia do znajdujących się tam czterech budynków mieszkalnych przesiedlono 4 tysiące mężczyzn w wieku od 18 do 60 lat (kwartał ten był odtąd nazwany „małym gettem”) . Podczas przesiedlenia Niemcy skrupulatnie oceniali przydatność potencjalnych robotników, uniemożliwiając tym samym wielu przedstawicielom inteligencji ukrycie się w „małym getcie”. Z kolei 500 żydowskich szwaczek i krawcowych osadzono tymczasowo w ryskim więzieniu. Od pełniących tam służbę strażników kobiety usłyszeć miały: „jesteście córami szczęścia”.

## Masakra w dniu 30 listopada

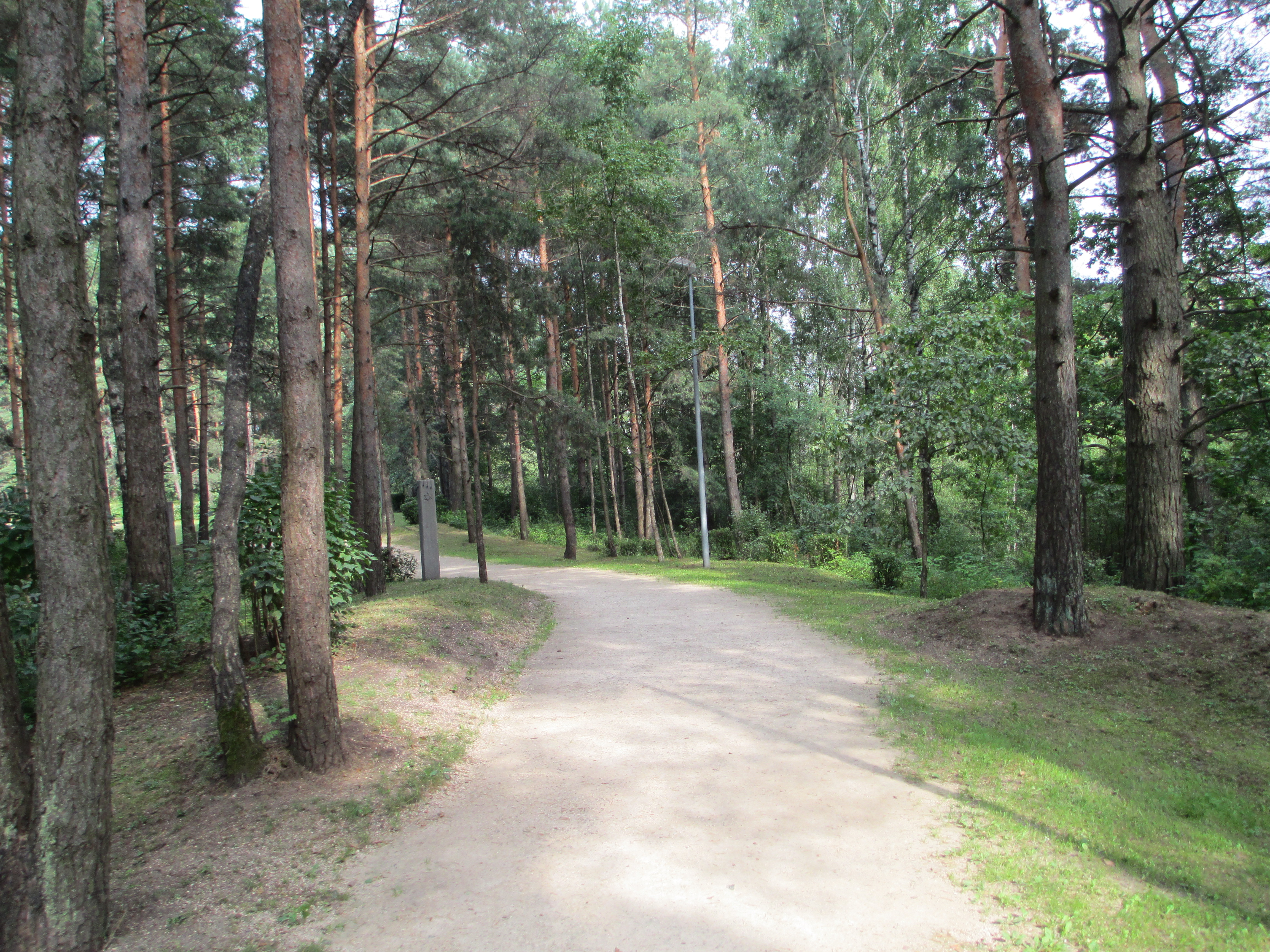
Leśna droga prowadząca do miejsca kaźni

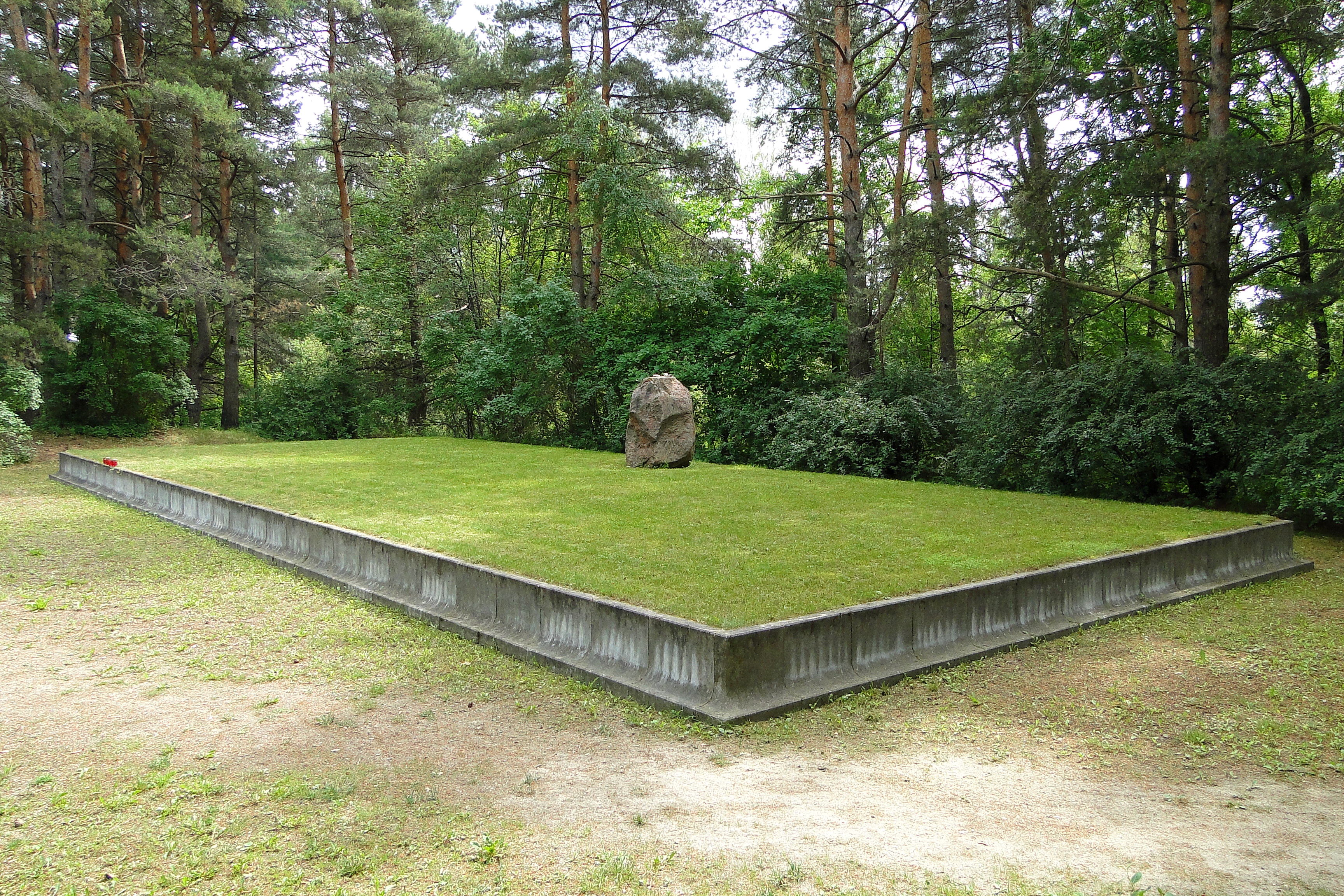
Jeden z masowych grobów w lesie pod Rumbulą

Akcja eksterminacyjna rozpoczęła się 30 listopada, około godziny 5:00 nad ranem. Niemcy i Łotysze, wsparci przez funkcjonariuszy żydowskiej służby porządkowej, wkroczyli do getta, po czym idąc od domu do domu zaczęli wypędzać mieszkańców na ulice. Przy wschodniej granicy getta wycięto przejście w drucie kolczastym, aby umożliwić wyprowadzenie ludności. W atmosferze totalnego chaosu rozpoczęto formowanie kolumn marszowych. Żydzi stawiający opór, jak również starcy, kaleki oraz inne osoby mogące opóźniać marsz, byli rozstrzeliwani na miejscu (szczególnym okrucieństwem wyróżnił się przy tym SS-Sturmbannführer Brasch). Z miejscowego szpitala zakaźnego członkowie komanda Arājsa wyciągnęli 20 pacjentów, których następnie rozłożyli na słomianych podkładach i zabili strzałami w głowę. Dokładna liczba Żydów zamordowanych tego dnia na terenie getta nie jest znana – być może sięgnęła nawet 500 osób . Za pomocą dynamitu Niemcy wysadzili krater na żydowskim cmentarzu, do którego za pomocą taczek, sań i furmanek zwieziono później wszystkie zwłoki zebrane z ulic i mieszkań.
Około godziny 6:00 z getta wyprowadzono pierwszą kolumnę. Kolejne partie opuszczały Moskiewskie Przedmieście średnio co pół godziny; ostatnia wyszła z getta około południa. Po drodze Niemcy i Łotysze bezlitośnie mordowali wszystkich Żydów próbujących ucieczki lub opóźniających marsz. Specjalne komando robocze sprowadzone z „małego getta” miało tego dnia zebrać z trasy przemarszu nawet do 300 zwłok. Jednocześnie autobusem komunikacji miejskiej wywieziono z getta pierwszą grupę dzieci i starców, których rozstrzelano w Rumbuli około godz. 8:15. Pierwsza kolumna została natomiast wymordowana w okolicach godziny 9:00. Egzekucje w lesie pod Rumbulą kontynuowano następnie przez cały dzień – aż do godziny 17:00. Przebieg masakry obserwowali m.in. Jeckeln, Lohse, Stahlecker oraz komisarz generalny Łotwy – Otto-Heinrich Drechsler. W masakrze aktywnie uczestniczył Arājs oraz jego zastępca, Herberts Cukurs.
Zbrodnia została drobiazgowo przygotowana. Skręcając z drogi do lasu, Żydzi musieli przejść pomiędzy dwoma rzędami strażników, rozstawionymi na przestrzeni ok. 300 metrów. W skład owych szpalerów wchodzili łotewscy kolaboranci oraz niemieccy policjanci z kompanii specjalnego przeznaczenia „Furck” (11. policyjny batalion rezerwy). Nieco dalej za szpalerami stali policjanci z 2. i 3. kompanii 22. policyjnego batalionu rezerwy; za ich plecami rozlokowano dodatkowo stanowiska karabinów maszynowych. Kordon ten miał uniemożliwić Żydom ucieczkę, a zarazem uniemożliwić osobom postronnym obserwowanie przebiegu egzekucji. Na ostatnim odcinku przed lasem ofiarom odbierano bagaże, a na sam koniec wierzchnie odzienie. Do specjalnych drewnianych skrzyń odkładano monety, zegarki i kosztowności. Następnie grupami po 50 osób prowadzono Żydów nad jeden z trzech wykorzystanych tego dnia masowych grobów, gdzie musieli rozebrać się do naga. Następnie byli mordowani metodą Sardinenpackung (pol. „upychanie sardynek”), zastosowaną wcześniej przez Jeckelna podczas masakr na Ukrainie. Polegała ona na tym, że ofiary zmuszano, aby zeszły do grobu i położyły się na jego dnie twarzą do ziemi, po czym jeden z ochroniarzy Jeckelna mordował ich strzałem w tył głowy z radzieckiego pistoletu maszynowego. Gdy spód mogiły zapełniał się ciałami kolejne grupy Żydów były zmuszone kłaść się na zwłokach zamordowanych wcześniej ofiar. W ten sposób groby wypełniały się stopniowo równymi warstwami ciał. Po opróżnieniu magazynka kat miał chwilę przerwy, podczas której zastępował go inny esesman. Po zakończeniu masakry groby zostały zasypane ziemią przez sowieckich jeńców wojennych.
Tego dnia w lesie pod Rumbulą zamordowano prawdopodobnie ok. 13 tys. mieszkańców getta w Rydze (nie licząc ludzi zastrzelonych po drodze lub na ulicach getta). Oznacza to, że każdy z ochroniarzy Jeckelna zabił osobiście ponad 1000 osób. W gronie ofiar nie znaleźli się jednak wyłącznie Żydzi łotewscy. 29 listopada do Rygi dotarł bowiem pociąg z Berlina, w którym znajdowało się blisko 1000 niemieckich Żydów. Transport chwilowo pozostawiono na bocznicy kolejowej na stacji Skirotawa. Himmler polecił, aby niemieckich Żydów wyłączyć z akcji eksterminacyjnej. Rozmawiał także w tej sprawie, z szefem Głównego Urzędu Bezpieczeństwa Rzeszy, SS-Obergruppenführerem Reinhardem Heydrichem, który po zakończeniu spotkania sporządził notatkę o treści „Transport Żydów z Berlina, bez likwidacji”. Wbrew rozkazom przełożonych Jeckeln polecił jednak rozstrzelać cały transport w Rumbuli. Natychmiastowej egzekucji uniknął tylko jeden z berlińskich Żydów, który podał się za bratanka feldmarszałka Erharda Milcha.
Świadkiem dokonanej tego dnia masakry był jeden z pracujących dla Wehrmachtu niemieckich inżynierów. Sporządzony przez niego raport miał jakoby trafić do admirała Wilhelma Canarisa (szefa niemieckiego wywiadu wojskowego – Abwehry). Gdy ten jednak usiłował interweniować w tej sprawie u Hitlera, miał ponoć usłyszeć w odpowiedzi: „Pan się robi miękki! Muszę to robić, bo po mnie już nikt inny tego nie zrobi!”

## Masakra w dniu 8 grudnia
Pierwsza niemiecka „akcja” była dla mieszkańców getta potężnym wstrząsem. W opustoszałych domach i na ulicach poniewierały się rozrzucone bagaże oraz ciała zamordowanych Żydów (niektóre znajdowano jeszcze dwa miesiące po masakrze), wszędzie widoczne były ślady krwi. Przez blisko tydzień Niemcy nie powtarzali jednak „akcji”, a życie w getcie wróciło do powszedniości. Wiadomości o masakrze w Rumbuli nie dotarły bowiem do mieszkańców getta, stąd większość Żydów przypuszczała, że osoby wysiedlone w dniu 30 listopada znajdują się w obozie przejściowym w Salaspils. Z kolei Niemcy rozpuszczali pogłoski, że podczas „akcji” zginęli wyłącznie Żydzi opierający się przesiedleniu . Niemniej mimo podjętych przez Jeckelna środków ostrożności nie udało się zachować zbrodni w całkowitej tajemnicy. Już 1 grudnia 1941 informacje o masakrze pod Rumbulą podało bowiem sowieckie i brytyjskie radio.
Przerwa w akcji eksterminacyjnej była spowodowana załamaniem pogody oraz koniecznością rozstrzygnięcia sporów z administracją cywilną, powstałych przy podziale mienia należącego do zamordowanych Żydów. Prawdopodobnie likwidację getta wstrzymano również z powodu konieczności wyjaśnienia kwestii wymordowania transportu Żydów niemieckich. Himmler zirytowany samowolą Jeckelna zagroził bowiem, że będzie karać „nieautoryzowane akcje oraz akcje sprzeczne z poleceniami wydanymi przez niego lub podlegający mu Główny Urząd Bezpieczeństwa Rzeszy”. Jeckeln musiał się udać do kwatery Reichsführera-SS w Prusach Wschodnich, aby osobiście złożyć wyjaśnienia (4 grudnia). Dopiero po jego powrocie do Rygi wznowiono egzekucje w Rumbuli. W międzyczasie w ryskim więzieniu dokonano jeszcze „selekcji” żydowskich kobiet. Po jej zakończeniu w zakładzie pozostało tylko około 300 szwaczek i krawcowych. Blisko 150 kobiet Cukurs odesłał z powrotem do getta, co równało się wyrokowi śmierci.
Drugi etap „opróżniania” getta nastąpił 8 grudnia 1941 i objął całą żydowską ludność Rygi – z wyjątkiem mieszkańców „małego getta”. Żydzi świadomi, iż mogą spodziewać się najgorszego, częściej stosowali tym razem rozmaite formy oporu – barykadowali się w mieszkaniach, ukrywali się w piwnicach, podejmowali próby ucieczki. Reakcja Niemców i Łotyszy była bardzo brutalna. Tego dnia pochowano na cmentarzu żydowskim co najmniej 900 Żydów zastrzelonych na ulicach Moskiewskiego Przedmieścia (wiele ciał nadal poniewierało się przy tym na terenie dzielnicy). W czasie „akcji” dwóch dobrze znanych Żydom niemieckich policjantów – Otto Tuchel i Max Neumann – doprowadziło na posterunek kilkunastu najbardziej prominentnych mieszkańców getta, którym zasugerowali, iż istnieje szansa ratunku dla osób mających możliwość się wykupić. W rzeczywistości Żydzi, którzy zdecydowali się skorzystać z tej oferty również zostali wywiezieni na śmierć do Rumbuli.
Tego dnia blisko 10 tys. Żydów zapędzono przy szalejącej śnieżycy do lasu pod Rumbulą i tam zgładzono. Zamordowano przy tym co najmniej kilkunastu cywilnych Łotyszy, którzy w chaosie towarzyszącym likwidacji getta przypadkowo znaleźli się w tłumie Żydów. W gronie ofiar znaleźli się nawet Żydzi współpracujący dotąd z Niemcami – tj. członkowie Judenratu oraz 90 żydowskich policjantów. Tych ostatnich oprawcy mieli maltretować i upokarzać ze szczególną satysfakcją. Zabito także dwie żydowskie kobiety zatrudnione dotąd w biurze Jeckelna; w ramach swoiście pojmowanej „nagrody” za dotychczasową pracę oszczędzono im rozbierania się do naga przed egzekucją. Ponadto 8 grudnia zginęło wielu wybitnych przedstawicieli żydowskiej społeczności na Łotwie – m.in. naczelny rabin Rygi, Menachem Mendel Zak, oraz 81-letni historyk Szymon Dubnow . Ten ostatni miał przed śmiercią powiedzieć: „Zapisujcie i nie pozwólcie zapomnieć!” Po zakończeniu egzekucji radzieccy jeńcy zasypali ciała zamordowanych wapnem i ziemią.

## Epilog

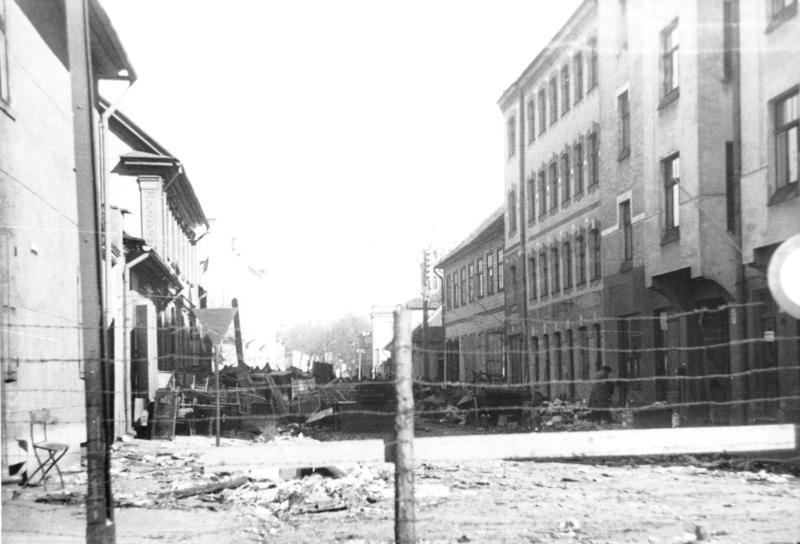
Getto w Rydze. Rok 1942

9 grudnia Niemcy i Łotysze ponownie wkroczyli na opustoszałe Moskiewskie Przedmieście, gdzie przystąpili do przeszukiwania mieszkań, piwnic i strychów. Schwytanych Żydów mordowano na miejscu lub wywożono na żydowski cmentarz i tam rozstrzeliwano. W poszukiwaniu uciekinierów przeszukano również „małe getto”. Ponadto dokonano ponownej „selekcji” przetrzymywanych tam robotników, wybierając mężczyzn uznanych za zbyt starych, by mogli wydajnie pracować. W ten sposób z „małego getta” wywieziono około 200 osób, które rozstrzelano następnie na żydowskim cmentarzu. Łączna liczba zamordowanych tego dnia Żydów sięgnęła prawdopodobnie 500.
Liczbę ofiar ludobójstwa dokonanego w Rumbuli można określić jedynie w przybliżeniu. Według najbardziej ostrożnych szacunków w dniach 30 listopada i 8 grudnia 1941 zostało zamordowanych ok. 25 tysięcy mężczyzn, kobiet i dzieci. Liczba ta miałaby objąć ok. 23 tys. łotewskich Żydów zamordowanych w lesie, ok. 1000 osób zamordowanych w getcie lub na drodze do Rumbuli, a także ok. 1000 niemieckich Żydów z berlińskiego transportu. Inne źródła – opierające się m.in. na raporcie Stahleckera donoszącym o zamordowaniu 27 800 osób – szacują, że liczba zamordowanych wyniosła od 28 do 30 tysięcy  . Po wojnie udało się ustalić nazwiska zaledwie 1300 zamordowanych.
Tylko troje Żydów zdołało przeżyć masakrę i opisać po wojnie jej przebieg. Frida Michelson ocalała, gdyż udała martwą i zdołała ukryć się pod stosem obuwia. Matiss Lutrins (Lutrinsch) zdołał przekonać łotewskich kierowców, aby pozwolili mu ukryć się wraz z żoną na jednej z ciężarówek odwożących do Rygi ubrania należące do zamordowanych (kobieta została później zabita przez Niemców). Z kolei Ella Medale (Medalje) przeżyła dzięki „aryjskiemu wyglądowi”, który pozwolił jej przekonać Arājsa i jego podkomendnych, iż jest rodowitą Łotyszką, którą jako żonę Żyda przypadkowo zapędzono na miejsce kaźni. Wraz z dwiema innymi kobietami została odesłana do Rygi celem potwierdzenia tożsamości. Podczas przesłuchań w kwaterze Jeckelna Medale zdołała przekonać Niemców, iż uznano ją za Żydówkę na skutek pomyłki; pozostałe dwie kobiety zostały jednak zdemaskowane i zamordowane.
Niespełna tydzień po zakończeniu akcji eksterminacyjnej w opustoszałym getcie rozlokowano pierwszy transport niemieckich Żydów . W ciągu kolejnych kilku miesięcy w Rydze osiedlono od 16 tys.  do 20 tys. Żydów wysiedlonych z terenów Niemiec, Austrii oraz Protektoratu Czech i Moraw. Zamieszkiwana przez nich część Moskiewskiego Przedmieścia była odtąd zwana „dużym” lub „niemieckim” gettem – w odróżnieniu od zamieszkiwanego przez łotewskich Żydów „małego getta”. Oba getta były traktowane przez Niemców jako całkowicie odrębne jednostki administracyjne. Zarówno łotewscy, jak i niemieccy Żydzi cierpieli jednak na skutek głodu, fatalnych warunków sanitarnych, wyniszczającej pracy i okrucieństwa strażników. Począwszy od lata 1943 Niemcy stopniowo zmniejszali obszar getta, deportując jego mieszkańców do obozu koncentracyjnego Kaiserwald lub mordując w lasach pod Rygą. Ostateczna likwidacja getta nastąpiła w grudniu 1943 roku. Ostatni mieszkańcy zostali wówczas deportowani do Kaiserwaldu, gdzie trafili także więźniowie gett w Dyneburgu i Lipawie. Wobec zbliżania się Armii Czerwonej Niemcy wymordowali wkrótce większość więźniów obozu, a nielicznych oszczędzonych Żydów odtransportowali do obozu koncentracyjnego Stutthof (czerwiec 1944).
Wobec rysującej się klęski na froncie wschodnim Niemcy przystąpili do zacierania śladów ludobójstwa dokonanego na łotewskich Żydach. Pod koniec marca 1944 do Rygi dotarł ze Lwowa jeden z pododdziałów Sonderkomando 1005, dowodzony przez SS-Hauptsturmführera Waltera Helfsgotta. Ze względu na ogrom oczekujących jednostkę zadań została ona wzmocniona przez funkcjonariuszy urzędu komendanta SD i policji bezpieczeństwa w Rydze. Jednocześnie personel Kaiserwaldu ogłosił więźniom, iż poszukiwani są robotnicy do pracy w „nowym komando”. Ochotnikom obiecano lepsze wyżywienie i opierunek, sugerując jednocześnie, iż osoby które wykażą się w czasie pracy zostaną wypuszczone na wolność. Niemcom udało się zwerbować w ten sposób około 40–50 Żydów. Więźniowie nie zdawali sobie sprawy z charakteru pracy, do jakiej zostaną skierowani.
Grupę Żydów zabrano do Rumbuli i zakwaterowano na prowizorycznym leśnym legowisku. Skuci łańcuchami więźniowie byli zmuszani do odkopywania grobów i palenia rozkładających się zwłok na stosach drewna. Mimo iż komando Helfsgotta dysponowało koparką (kierowaną przez sierżanta Fiedlera), prace przy zacieraniu śladów zbrodni trwały aż do pierwszych dni czerwca 1944. Po ich zakończeniu wszyscy żydowscy robotnicy zostali zamordowani, a ich ciała również spalono w Rumbuli.

## Upamiętnienie

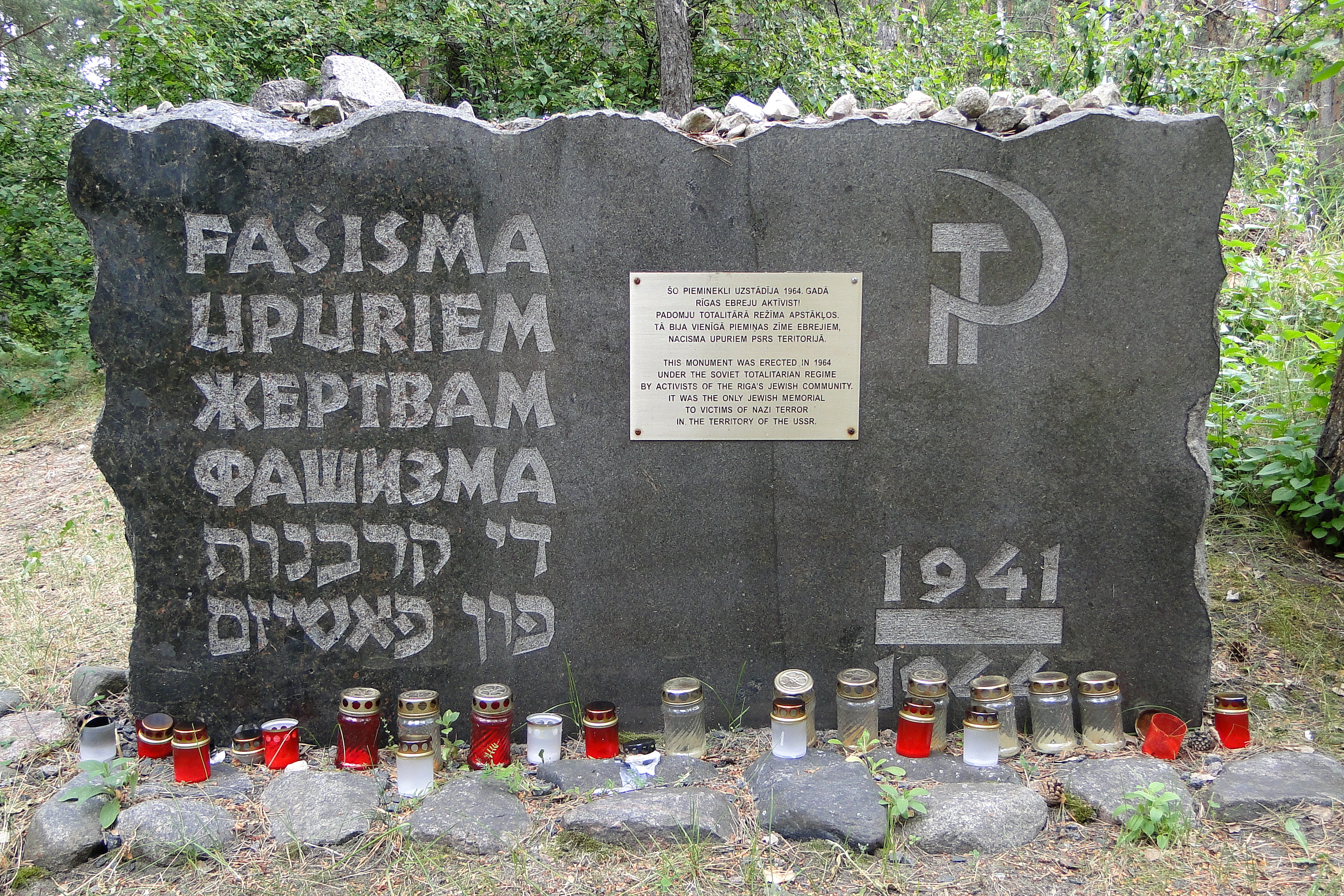
Tablica pamiątkowa z 1962 roku

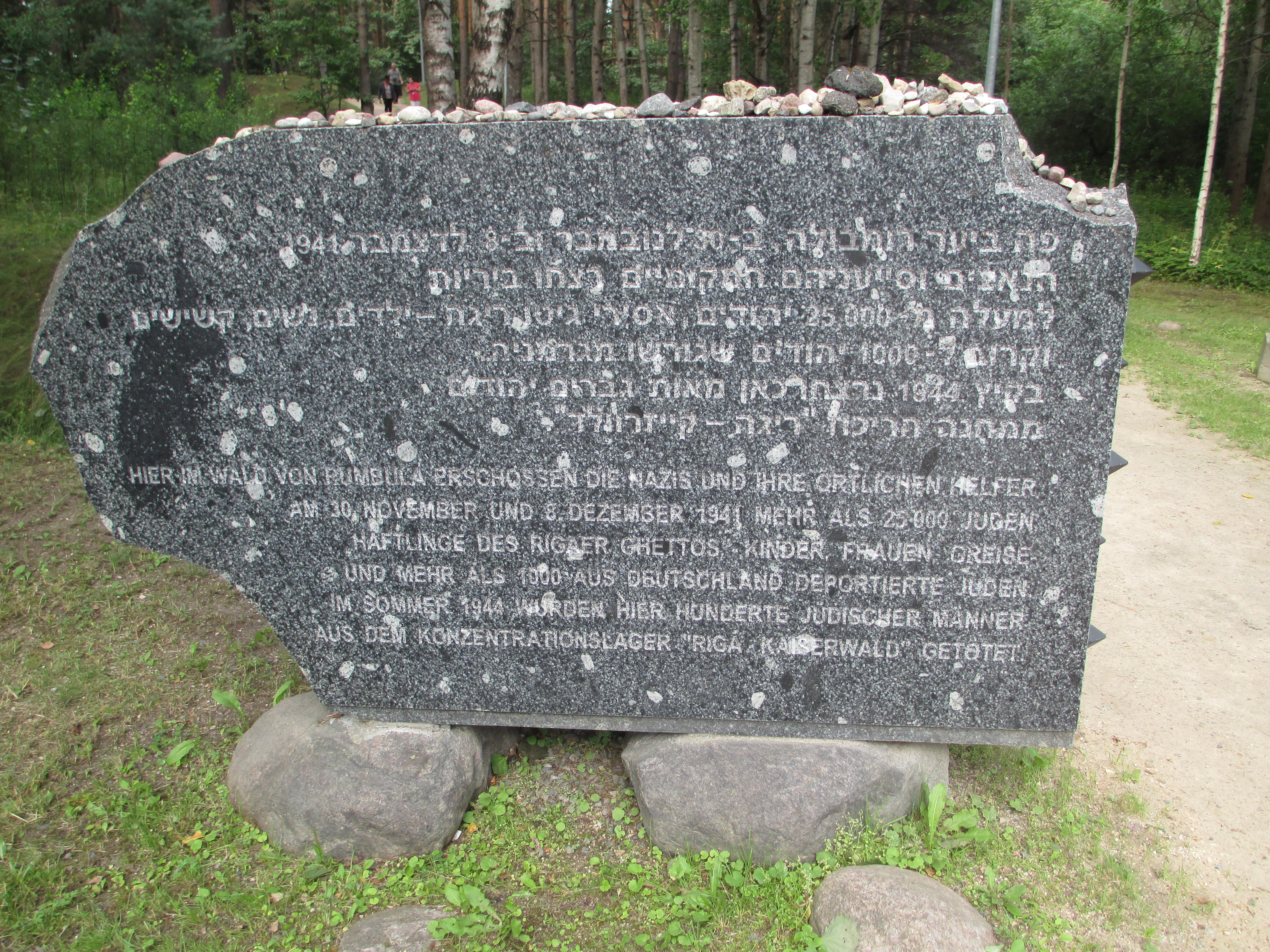
Tablica z 2002 roku, z napisami w językach niemieckim i hebrajskim

Ze względu na narodowość ofiar upamiętnienie masakry w Rumbuli przez długi czas napotykało przeszkody ze strony władz ZSRR. Zabraniano bowiem jakichkolwiek sugestii, iż Żydzi w większym stopniu niż inne narody ZSRR ucierpieli na skutek niemieckiej okupacji. Dopiero w 1962 grupa żydowskich działaczy z Rygi na własną rękę postawiła w lesie niewielki drewniany znak z napisem: „W tym miejscu ucichły głosy 38 tysięcy Żydów z Rygi. 29/30 listopada – 8/9 grudnia 1941”. Władze sowieckie nakazały wówczas likwidację miejsca pamięci, co z kolei spowodowało protesty Żydów. Ostatecznie znak zastąpiono niewielką kamienną tablicą, na której znalazł się napis „Ofiarom faszyzmu, 1941–1944”, zapisany w języku rosyjskim, łotewskim oraz jidysz.
Godne upamiętnienie ofiar ludobójstwa było możliwe dopiero po odzyskaniu przez Łotwę niepodległości. 29 listopada 2002 w lesie pod Rumbulą odbyła się uroczystość odsłonięcia miejsca pamięci, w której udział wzięli m.in. prezydent i premier Łotwy, przedstawiciele żydowskiej diaspory oraz zagraniczni dyplomaci. Na miejscu kaźni odsłonięto wówczas m.in. tablice z napisem w czterech językach (angielskim, hebrajskim, łotewskim i niemieckim) o treści: „Tu w lesie Rumbula w dniach 30 listopada i 8 grudnia 1941 naziści oraz ich lokalni pomocnicy rozstrzelali ponad 25 000 Żydów – więźniów getta w Rydze – dzieci, kobiety i starców, a także około tysiąca Żydów deportowanych z Niemiec. Latem 1944 roku zostało tu zamordowanych setki żydowskich mężczyzn z obozu koncentracyjnego Ryga-Kaiserwald”.

## Odpowiedzialność sprawców

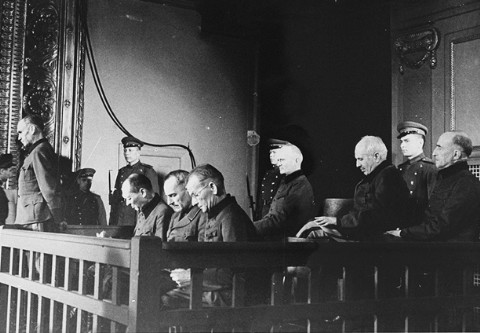
Proces Jeckelna w Rydze

Część organizatorów i sprawców masakry w Rumbuli została pociągnięta do odpowiedzialności karnej. Po kapitulacji Niemiec Friedrich Jeckeln trafił do alianckiej niewoli i został przekazany władzom sowieckim. 3 lutego 1946 sąd wojskowy w Rydze skazał go na karę śmierci przez powieszenie. Wyrok wykonano jeszcze tego samego dnia. Hinrich Lohse został skazany przez niemiecki sąd denazyfikacyjny na karę 10 lat pozbawienia wolności, jednak już w 1951 został zwolniony „ze względu na zły stan zdrowia”. Viktors Arājs zamieszkał pod fałszywym nazwiskiem w Niemczech Zachodnich. Dopiero w 1975 został aresztowany pod zarzutem udziału w masakrze w Rumbuli. W 1979 sąd w Hamburgu skazał go na karę dożywotniego pozbawienia wolności. Arājs zmarł w więzieniu w 1988 roku.
Franz Stahlecker zmarł w marcu 1942 na skutek ran odniesionych w potyczce z sowieckimi partyzantami. Rudolf Lange prawdopodobnie zginął podczas bitwy o Poznań w lutym 1945. Herberts Cukurs ukrywał się po wojnie w Ameryce Południowej. W lutym 1965 został zabity przez agentów izraelskiego Mosadu w stolicy Urugwaju, Montevideo.